# 1867 in Zwitserland
Dit artikel beschrijft het verloop van 1867 in Zwitserland.

## Ambtsbekleders
De Bondsraad was in 1867 samengesteld als volgt:
| Naam | Naam                         | Partij    | Kanton       | Functie                                                               |
| ---- | ---------------------------- | --------- | ------------ | --------------------------------------------------------------------- |
|      | Constant Fornerod            | radicalen | Vaud         | Bondspresident in 1867; hoofd van het Departement van Politieke Zaken |
|      | Jakob Dubs                   | radicalen | Zürich       | Vicebondspresident in 1867; hoofd van het Departement van Posterijen  |
|      | Jean-Jacques Challet-Venel   | radicalen | Genève       | Hoofd van het Departement van Financiën                               |
|      | Melchior Josef Martin Knüsel | radicalen | Luzern       | Hoofd van het Departement van Justitie en Politie                     |
|      | Wilhelm Matthias Naeff       | radicalen | Sankt Gallen | Hoofd van het Departement van Handel en Douane                        |
|      | Karl Schenk                  | radicalen | Bern         | Hoofd van het Departement van Binnenlandse Zaken                      |
|      | Emil Welti                   | radicalen | Aargau       | Hoofd van het Departement van Militaire Zaken (vanaf 1 januari 1867)  |

De Bondsvergadering werd voorgezeten door:
| Naam | Naam                 | Partij              | Kanton     | Functie                                                            |
| ---- | -------------------- | ------------------- | ---------- | ------------------------------------------------------------------ |
|      | Johann Jakob Stehlin | gematigde liberalen | Bazel-Stad | Voorzitter van de Nationale Raad (van 1 juli tot 21 december 1867) |
|      | Johann Jakob Blumer  | gematigde liberalen | Glarus     | Voorzitter van de Kantonsraad (van 1 juli tot 21 december 1867)    |

## Gebeurtenissen

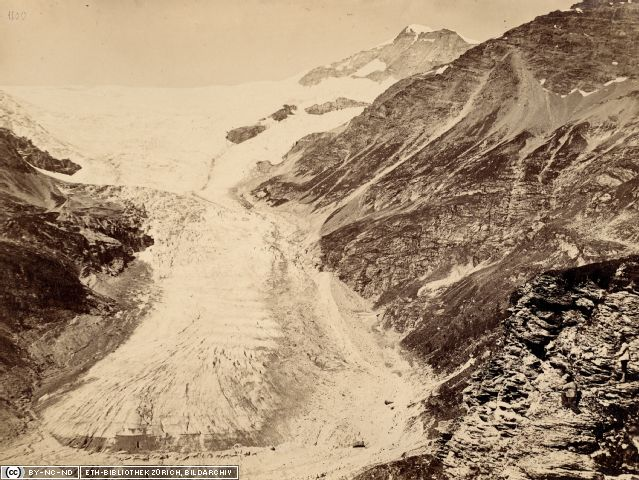
De Palügletscher in 1867.

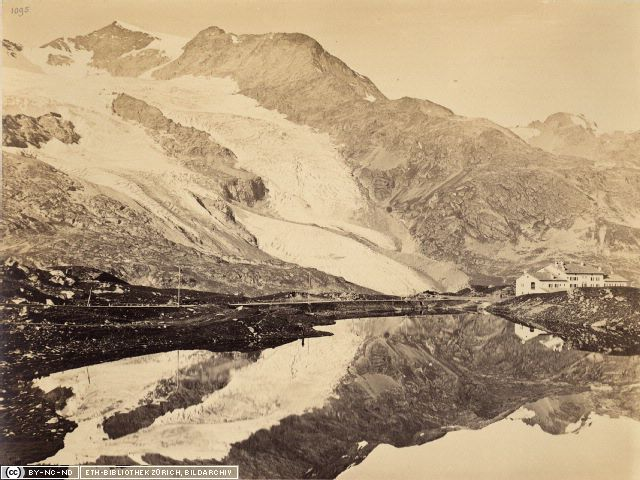
De Berninapas in 1867.

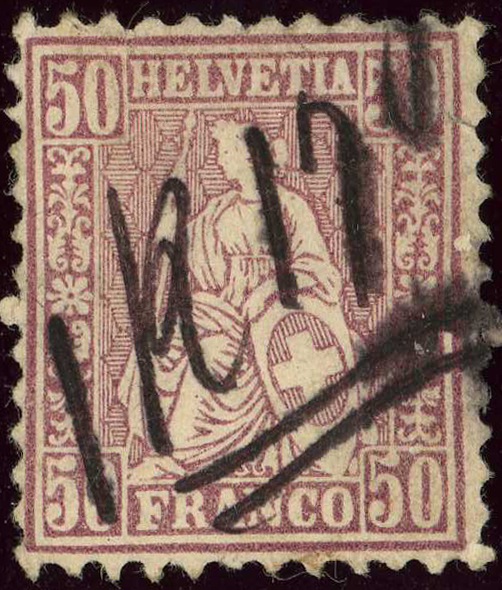
Zwitserse postzegel uit 1867.

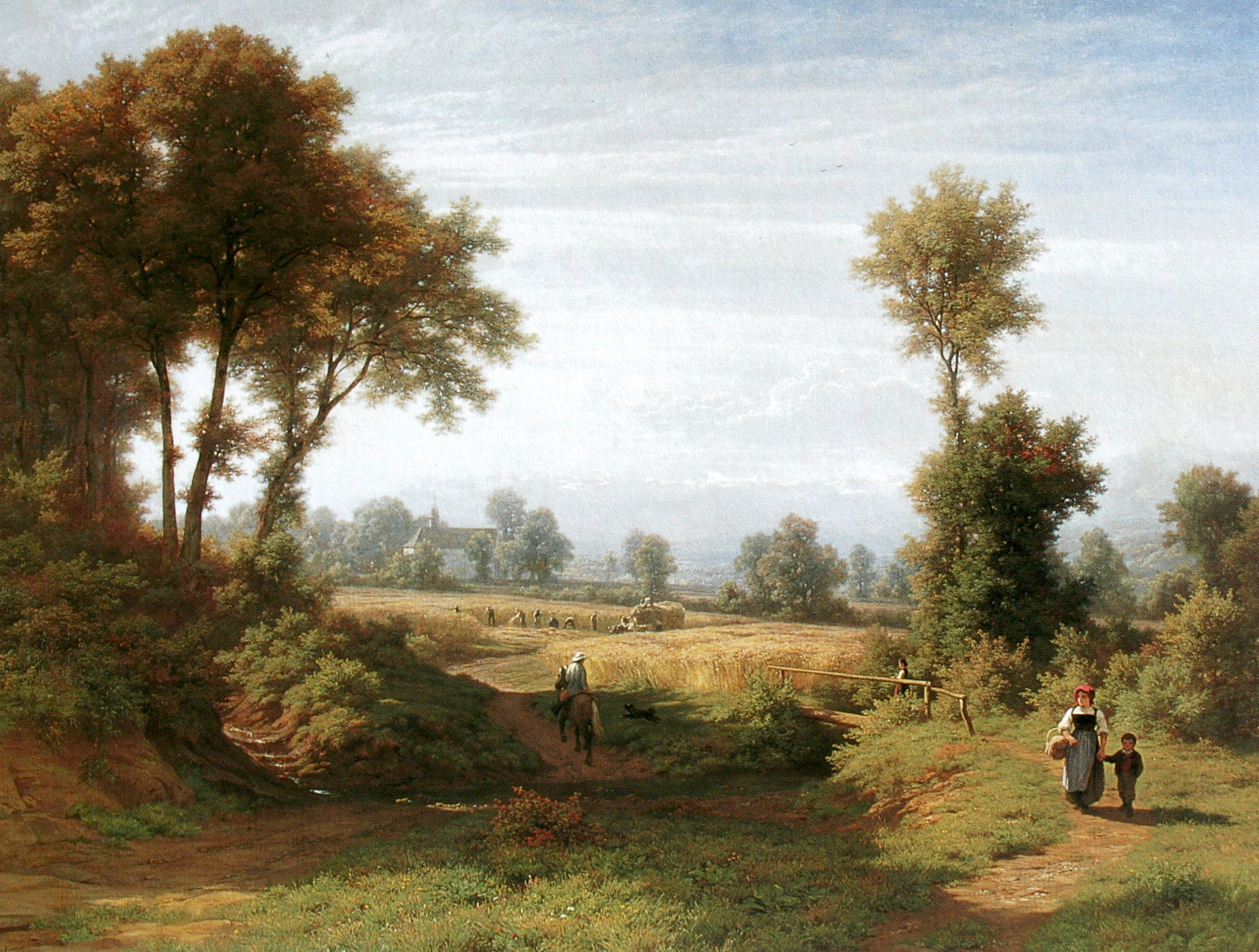
Bei der Sempacher Schlachtkapelle, schilderij van Robert Zünd uit 1867.

### Juni
- 12 augustus: In Genève (kanton Genève) gaan de federale gymnastiekfeesten van start.

### Juli
- 7 juli: In Schwyz (kanton Schwyz) gaat het federaal schiettoernooi van start.
- 25 juli: De Bondsvergadering maakt een bedrag van 5.000.000 Zwitserse frank vrij voor de waterwerken van Jura.

### Augustus
- De in Genève (kanton Genève) actieve uitgeverij Vrije Russische Pers sluit de deuren. Deze uitgeverij was in 1853 door Alexander Herzen opgericht.

### September
- 2 september: In Lausanne (kanton Vaud) vindt het tweede congres plaats van de Internationale Arbeiders-Associatie, ook de Eerste Internationale genoemd. Het eerste congres vond een jaar eerder, in 1866 plaats in Genève.
- 9 september: Het Vredescongres van Genève gaat van start. Het congres wordt georganiseerd door de Franse pacifist Charles Lemonnier en de Franse jurist Émile Acollas en is de eerste vredesconferentie van de Liga van Vrede en Vrijheid.

### December
- 6 december: Bij de Zwitserse Bondsraadsverkiezingen van 1867 wordt Victor Ruffy uit het kanton Vaud door de Bondsvergadering verkozen als lid van de Bondsraad. Ruffy volgt op 1 januari 1867 zittend bondspresident Constant Fornerod op, die zijn ontslag had aangekondigd per 31 december 1867.

## Geboren
- 2 januari: August Benziger, schilder en portrettist (overl. 1955)
- 8 januari: Friedrich Ris, arts en entomoloog (overl. 1931)
- 29 juli: Adeline Rittershaus, Duits-Zwitserse taalkundige en hooglerares (overl. 1924)
- 30 juli: Hedwig Dietzi-Bion, schrijfster (overl. 1940)
- 17 augustus: Friedrich Moritz von Wattenwyl, militair (overl. 1942)
- 25 november: Nancy-Marie Vuille, schrijfster en vertaalster (overl. 1906)
- 27 november: Hélène de Mandrot, kunstenares, kunstverzamelaarster en mecenas (overl. 1948)
- 29 november: Gustav Keller, politicus (overl. 1932)

## Overleden
- 4 februari: Jakob Kern, ondernemer (geb. 1790)
- 10 februari: Adolf von Morlot, geoloog (geb. 1820)
- 13 februari: Étienne Eggis, schrijver (geb. 1830)
- 17 maart: Wilhelm Baumgartner, musicus (geb. 1820)
- 14 november: Alexandre Grigny, architect (geb. 1815)
- 15 december: Ábrahám Ganz, Zwitsers-Hongaars ingenieur (geb. 1815)

1848
· 1849
· 1850
· 1851
· 1852
· 1853
· 1854
· 1855
· 1856
· 1857
· 1858
· 1859
· 1860
· 1861
· 1862
· 1863
· 1864
· 1865
· 1866
· 1867
· 1868
· 1869
· 1870
· 1871
· 1872
· 1873
· 1874
· 1875
· 1876
· 1877
· 1878
· 1879
· 1880
· 1881
· 1882
· 1883
· 1884
· 1885
· 1886
· 1887
· 1888
· 1889
· 1890
· 1891
· 1892
· 1893
· 1894
· 1895
· 1896
· 1897
· 1898
· 1899
· 1900
· 1901
· 1902
· 1903
· 1904
· 1905
· 1906
· 1907
· 1908
· 1909
· 1910
· 1911
· 1912
· 1913
· 1914
· 1915
· 1916
· 1917
· 1918
· 1919
· 1920
· 1921
· 1922
· 1923
· 1924
· 1925
· 1926
· 1927
· 1928
· 1929
· 1930
· 1931
· 1932
· 1933
· 1934
· 1935
· 1936
· 1937
· 1938
· 1939
· 1940
· 1941
· 1942
· 1943
· 1944
· 1945
· 1946
· 1947
· 1948
· 1949
· 1950
· 1951
· 1952
· 1953
· 1954
· 1955
· 1956
· 1957
· 1958
· 1959
· 1960
· 1961
· 1962
· 1963
· 1964
· 1965
· 1966
· 1967
· 1968
· 1969
· 1970
· 1971
· 1972
· 1973
· 1974
· 1975
· 1976
· 1977
· 1978
· 1979
· 1980
· 1981
· 1982
· 1983
· 1984
· 1985
· 1986
· 1987
· 1988
· 1989
· 1990
· 1991
· 1992
· 1993
· 1994
· 1995
· 1996
· 1997
· 1998
· 1999
· 2000
· 2001
· 2002
· 2003
· 2004
· 2005
· 2006
· 2007
· 2008
· 2009
· 2010
· 2011
· 2012
· 2013
· 2014
· 2015
· 2016
· 2017
· 2018
· 2019
· 2020
· 2021
· 2022
· 2023